# Karl Renatus Hausen
Karl Renatus Hausen (* 18. März 1740 in Leipzig; † 20. September 1805) war ein Historiker und Professor für Philosophie und Geschichte an der  Friedrichs-Universität Halle und der Brandenburgischen Universität Frankfurt.

## Leben
Hausen war ein Sohn des Wissenschaftlers Christian August Hausen und der Friedricke Juliane Troppanneger.
Er bestritt sein Studium in Leipzig, wo er sich 1761 als Privatdozent habilitierte. Im Jahre 1765 wurde er als außerordentlicher Professor nach Halle berufen, folgte jedoch bereits im Folgejahr, 1766, einer neuerlichen Berufung nach Frankfurt an der Oder. Dort lehrte er zunächst als Professor der Philosophie aber seit 1772 als Professor der Geschichte. Sein publizistisches Werk wurde in Teilen von der Nachwelt als wenig sorgfältig gearbeitet bewertet, was dessen Bedeutung abträglich war.

## Werke (Auswahl)
- Geschichte der Universität und Stadt Frankfurt an der Oder, Friedrich Apitz, Frankfurt an der Oder, 1800, (online)
- Historisches Portefeuille: zur Kenntnis der gegenwärtigen und vergangenen Zeit, 1. Jg., 2 Bd., Wien, Breslau, Leipzig, Berlin, Hamburg, 1782, (online)
- Geschichte des Herzogthums Magdeburg, 1772.
- Versuch einer Geschichte des menschlichen Geschlechts, 4 Bde., 1771/1781.
- Allgemeine Bibliothek der Geschichte und einheimischen Rechte, 2 Bde., 1767/1768.
- Pragmatische Geschichte der Protestanten in Deutschland, Halle, 1767, (online)
- Versuch einer pragmatischen Geschichte des achtzehnten Jahrhunderts, J.J. Curt, Halle, 1766, (online)
- Politische Historie des 18. Jahrhunderts, 2 Bde., 1763/1764.